# Никловичі
Ни́кловичі — село в Україні, у Самбірському районі Львівської області. Населення становить 431 осіб. Орган місцевого самоврядування — Рудківська міська рада. відстань до райцентру становить близько 39 км і проходить автошляхом Н13.
Село лежить над річкою Вишня, у межах села розташована гідрологічна пам'ятка природи — «Торфове Болото».

## Історія
Перша згадка в джерелах — 1361 року: король Польщі Казимир III затвердив надання села королем русі Левом шляхтичу Хотку (Ходку) Бибельському. Цікаво, що королівський акт написаний давньоукраїнською (руською) мовою.
Дідичем села був батько львівського латинського архієпископа Яна Порохницького Стефан, через що його також звали Никловським.

## Відомі люди

### Народилися
- Боднар Володимир — український письменник-мемуарист, журналіст, співак.
- о. Володимир Паславський — український греко-католицький священик, педагог[5].